# Mikołaj Cebulka
Mikołaj Cebulka z Czechowa herbu Cielepała (ur. ok. 1380 roku –zm. przed 22 marca 1456 roku) – członek rady hospodarskiej Wielkiego Księstwa Litewskiego w latach 1428–1430, pisarz ziemski lubelski w latach 1419–1448, sekretarz wielkiego księcia litewskiego Witolda w latach 1407–1430, notariusz w latach 1407-1416, dyplomata.
Wysyłany jako reprezentant Wielkiego Księstwa Litewskiego w misjach dyplomatycznych m.in. do króla czeskiego Wacława IV Luksemburskiego w 1410 roku, Krzyżaków w 1413 roku, na sobór w Konstancji w 1415 roku, do króla Zygmunta Luksemburskiego w 1420 roku.